# وانگ (نام خانوادگی)
وانگ (‎/wɑːŋ/‎) لاتینی‌شده ی پین‌یین نام‌های خانوادگی چینی 王 (وَنگ) و 汪 (وانگ) است.
وانگ در فهرست مشهور صد نام خانوادگی دودمان سونگ هشتم است و رایجترین نام خانوادگی در سرزمین اصلی چین است.

## افراد سرشناس با نام خانوادگی وانگ
وانگ ممکن است نام خانوادگی افراد زیر باشد:
- وانگ آنشی
- وانگ فو
- گرت وانگ
- ورا ونگ
- آن وانگ
- وانگ هائو (بازیکن تنیس روی میز)
- وانگ لیهوم
- وانگ لیچین
- وانگ نان
- وین وانگ
- وانگ وی
- وانگ ژی‌چی
- وانگ یگو
- یوجا وانگ
- وانگ ژن (ژیمناست)
- وانگ ژی‌ژی
- ونگ بیت نا
- وانگ ییبو